# Willie Anderson (rugby à XV)
Pour les articles homonymes, voir Willie Anderson et Anderson.
Pas d'image ? Cliquez ici

a Compétitions nationales et continentales officielles uniquement.

b Matchs officiels uniquement.
Dernière mise à jour le  .
William Anderson, né le 3 avril 1955 à Sixmilecross (en) (Irlande du Nord), est un joueur international irlandais de rugby à XV qui évolue au poste de deuxième ligne.
Son fils, Jonathan Anderson, est un couturier.

## Biographie
Willie Anderson connaît 27 sélections avec l'Irlande.
Il est entraîneur adjoint du Leinster auprès de Matt Williams, puis il est devenu l'entraîneur adjoint de Matt Williams alors sélectionneur de l'Écosse. Willie Anderson est responsable de l'entraînement des avants, et c'est le successeur de Todd Blackadder à ce poste. Il ne réussit pas à obtenir le respect des avants, et après une série de résultats plus mauvais les uns que les autres, où le pack écossais apparut peu performant, des tensions éclatent (notamment avec Nathan Hines qui quitte l'Écosse pour jouer en France, et avec Tom Smith). Il est renvoyé en même temps que Williams le 25 avril 2005.

## Statistiques en équipe nationale
- 27 sélections avec l'Irlande.
- 1er match le 10 novembre 1984 contre l'Australie.
- Sélections par année : 1 en 1984, 4 en 1985, 3 en 1986, 8 en 1987, 5 en 1988, 4 en 1989, 2 en 1990.
- Tournois des Cinq Nations disputés: 1985, 1986, 1987, 1988, 1989, 1990.
- Coupe du monde disputée : 1987.